# Accept (álbum)
Accept es el álbum debut de la banda alemana de heavy metal Accept, publicado en 1979 por Brain Records solo para Alemania Occidental. Durante la década posterior la discográfica lo puso a la venta en otros países y en los últimos años ha sido remasterizado y lanzado por diversos sellos. Por otro lado, es la única producción donde participó el baterista Frank Friedrich, ya que antes de su lanzamiento renunció a la banda siendo reemplazado por Stefan Kaufmann.

## Antecedentes
El disco recibió reseñas negativas de parte de la prensa especializada, quienes en su mayoría criticaron la baja calidad de su sonido y producción. En una entrevista a Wolf Hoffmann dada en 2005 a Hardradio.com mencionó que Accept solo fue una colección de canciones sin ningún foco para la banda. Además comentó: «Estábamos tocando canciones que siempre habíamos tocado. Era un material que habíamos reunido a lo largo de los primeros años de nuestra existencia y que era una mezcla de todo tipo de cosas».
En esa misma entrevista Udo Dirkschneider habló sobre la calidad del álbum y comentó: «Naturalmente, fue muy emocionante para nosotros porque fue la primera vez que entramos a un estudio de grabación, pero a la vez fue muy decepcionante». Por último, Hoffmann reconoció que fue un fracaso comercial y que solo había vendido cerca de 3000 copias durante sus primeros años.

## Lista de canciones
Todas las canciones escritas por Dirkschneider, Hoffmann, Baltes, Fischer y Friedrich.

| N.º | Título                 | Duración |  |
| 1.  | «Lady Lou»             | 3:03     |  |
| 2.  | «Tired of Me»          | 3:14     |  |
| 3.  | «Seawinds»             | 4:41     |  |
| 4.  | «Take Him in My Heart» | 3:30     |  |
| 5.  | «Sounds of War»        | 4:36     |  |
| 6.  | «Free Me Now»          | 3:02     |  |
| 7.  | «Glad to Be Alone»     | 5:14     |  |
| 8.  | «That's Rock 'n' Roll» | 2:52     |  |
| 9.  | «Helldriver»           | 2:43     |  |
| 10. | «Street Fighter»       | 3:30     |  |

## Músicos
- Udo Dirkschneider: voz
- Wolf Hoffmann: guitarra eléctrica
- Jörg Fischer: guitarra eléctrica
- Peter Baltes: bajo y voz principal en «Seawinds» y «Sounds of War»
- Frank Friedrich: batería